# Ранконь
Ранко́нь (фр. Rancogne) — коммуна во Франции, находится в регионе Пуату — Шаранта. Департамент — Шаранта. Входит в состав кантона Ла-Рошфуко. Округ коммуны — Ангулем.
Код INSEE коммуны — 16274.

## География
Коммуна расположена приблизительно в 390 км к юго-западу от Парижа, в 100 км южнее Пуатье, в 20 км к востоку от Ангулема.
50 % территории коммуны занимают сельскохозяйственные угодья, 45 % — лес.

## Население
Население коммуны на 2008 год составляло 375 человек.
| 1962 | 1968 | 1975 | 1982 | 1990 | 1999 | 2008 |
| ---- | ---- | ---- | ---- | ---- | ---- | ---- |
| 259  | 252  | 239  | 264  | 315  | 330  | 375  |

## Экономика
В 2007 году среди 251 человека в трудоспособном возрасте (15—64 лет) 190 были экономически активными, 61 — неактивными (показатель активности — 75,7 %, в 1999 году было 68,0 %). Из 190 активных работали 174 человека (93 мужчины и 81 женщина), безработных было 16 (6 мужчин и 10 женщин). Среди 61 неактивных 13 человек были учениками или студентами, 27 — пенсионерами, 21 были неактивными по другим причинам.

## Достопримечательности
- Приходская церковь Сен-Пьер (XII век)
- Башня Кресьек
- Замок Ранконь (XVI век)
- Пещера Ранконь[фр.]

## Фотогалерея
- Церковь Сен-Пьер
- Мэрия
- Пещера Ранконь